# Tenkrát na Západě
Tenkrát na Západě (italsky C'era una volta il West) je spaghetti western italského režiséra Sergia Leoneho z roku 1968.
Filmová hvězda Henry Fonda byl obsazen proti svému typu jako darebák Frank, Charles Bronson jako jeho osudový soupeř „Harmonika“, Jason Robards jako sympatický bandita Cheyenne a Claudia Cardinalová jako Jill, ovdovělá žena s minulostí prostitutky. Scénář napsali Leone a Sergio Donati, příběh vymysleli Leone, Bernardo Bertolucci a Dario Argento. Za kamerou stál Tonino Delli Colli a hudbu složil Ennio Morricone.
V Evropě film zaznamenal kasovní úspěch a v některých městech se hrál v kinech po několik let. Ve Spojených státech amerických se ale Leoneho neortodoxní western setkal s negativní kritikou a v roce 1969 se tam stal filmovým propadákem. Snímek je však nyní obecně uznáván jako mistrovské dílo a jeden z nejlepších westernových filmů v historii.

## Cesta na stříbrné plátno
Po uvedení eposu z americké občanské války, filmu Hodný, zlý a ošklivý, měl Leone v úmyslu opustit žánr westernu. Věřil totiž, že již řekl všechno, co chtěl říci. Zaujal ho román The Hoods, autobiografická kniha založená na autorově vlastní zkušenosti během prohibice, a plánoval ji převést do filmu (nakonec se tento projekt o sedmnáct let později stal jeho posledním filmem, Tenkrát v Americe). Hollywoodská studia mu však nabízela jen westerny. Studio United Artists, které stálo i za dolarovou trilogií, nakonec nabídlo Leonemu film v hlavní roli s Charltonem Hestonem, Kirkem Douglasem a Rockem Hudsonem, ale Leone odmítl. Když mu však Paramount nabídl velkorysý rozpočet spolu s Henrym Fondou, jeho oblíbeným hercem, s nímž chtěl pracovat vlastně už od začátku své kariéry, Leone nabídku přijal.

## Příběh
Film popisuje dva střety, které se paralelně odehrají ve Flagstone, fiktivním městě na Divokém západě. Jedním z nich je boj o pozemek, související s výstavbou železnice, druhý se týká pomsty chladnokrevnému zabijákovi.
Hlavní děj se točí kolem boje o Sweetwater, pozemek v blízkosti Flagstone, který jako jediný v oblasti má zdroj vody. Pozemky koupil Brett McBain (Frank Wolff), který předpokládal, že nová železnice bude muset vést touto oblastí, kvůli zajištění vody pro parní lokomotivy. Když to zjistí železniční magnát Morton (Gabriele Ferzetti), pošle najatého zabijáka Franka (Henry Fonda), aby McBaina zastrašil, ale Frank místo toho McBaina i jeho tři děti zastřelí. Zároveň nechá na místě činu podvržené důkazy, které poukazují na banditu Cheyenna (Jason Robards) a jeho gang.
V té době se na scéně objevuje Jill (Claudia Cardinalová), McBainova novomanželka, která přijíždí z New Orleansu. Shledává, že její nová rodina je mrtvá a ona zdědila důležitý pozemek. Dále přichází záhadný muž (Charles Bronson), hrající podivný motiv na foukací harmoniku (a protože nikdo nezná jeho jméno, Cheyenne mu začne říkat "Harmonika", podobně jako Mortonovi přezdívá "pan Vláček"). Harmonika z nějakého důvodu pase po Frankovi. Cheyenne a Harmonika se postupně sblíží a podaří se jim zlikvidovat část Frankovy bandy. Frank zradí a zajme těžce nemocného Mortona a sám se pokouší všemi prostředky získat pozemky, patřící nyní Jill. Má s ní intimní poměr a pokouší se ji donutit prodat usedlost ve fingované dražbě. Tomu zabrání Harmonika, který dražbu vyhraje díky odměně v podobě hledaného zločince Cheyenna. Harmonikovi se nicméně stále nedaří vyřídit si účty s Frankem, dokonce mu zachrání život, aby "mu" ho nezabil nikdo jiný. Cheyenne mezitím při převozu do vězení s pomocí svých kumpánů uprchne a společně napadnou Mortonův vlak. Nakonec Frank sám přijede, aby se konečně dozvěděl, proč po něm Harmonika jde. V závěrečném pistolnickém souboji Harmonika Franka smrtelně zraní a před smrtí mu připomene, že kdysi Frank popravil jeho bratra a dal mu foukací harmoniku s cynickými slovy "pěkně bratříčkovi zahraj". V úplném závěru Harmonika a Cheyenne opouštějí Jill a Cheyenne umírá na zranění, utrpěná při přepadení Mortonova vlaku.

## Produkce

### Původ
Po natočení svého eposu z americké občanské války Hodný, zlý a ošklivý chtěl Leone přestat točit westerny, protože věřil, že už řekl vše, co chtěl. Dostal se mu do rukou román The Hoods od pseudonymu "Harry Grey", fiktivní kniha založená na autorových vlastních zkušenostech židovského kapucína během prohibice, a plánoval jej adaptovat do filmové podoby (o 17 let později se stal jeho posledním filmem Tenkrát v Americe). Hollywoodská studia však Leonemu nabízela pouze westerny. United Artists (které produkovalo Dolarovou trilogii) mu nabídlo možnost natočit film s Charltonem Hestonem, Kirkem Douglasem a Rockem Hudsonem, ale Leone odmítl. Když Paramount nabídl Leonemu štědrý rozpočet a přístup k Henrymu Fondovi – jeho oblíbenému herci, s nímž chtěl pracovat prakticky celou svou kariéru – Leone nabídku přijal.[zdroj?]
Leone koncem roku 1966 pověřil Bernarda Bertolucciho a Daria Argenta, aby mu pomohli navrhnout filmové zpracování. Muži strávili většinu následujícího roku sledováním a diskusemi o mnoha klasických westernech, jako jsou V pravé poledne, The Iron Horse, The Comancheros a Pátrači, v Leoneho domě a sestavili příběh složený téměř výhradně z "odkazů" na americké westerny.
Počínaje filmem Hodný, zlý a ošklivý, který měl původně tři hodiny, byly Leoneho filmy obvykle kvůli kasovnímu uvedení zkracovány (často dost výrazně). Leone si byl délky filmu Tenkrát na Západě během natáčení velmi vědom a následně pověřil Sergia Donatiho, který pracoval na několika dalších Leoneho filmech, aby mu pomohl dopracovat scénář, a to především proto, aby ke konci produkce délku filmu omezil. Mnoho z nejpamátnějších dialogů filmu pochází od Donatiho nebo od adaptéra anglických dialogů filmu, amerického herce v emigraci Mickey Knox.

### Styl a tempo
Pro film Tenkrát na Západě Leone oproti svým dřívějším westernům změnil přístup. Zatímco filmy Dolary byly svérázné a rozverné, oslavné a zároveň jazykově laděné parodie na ikony Divokého západu, tento film má mnohem pomalejší tempo a ponuré téma. Leoneho osobitý styl, který je velmi odlišný od filmů Akiry Kurosawy, ale zároveň jimi velmi ovlivněný, je stále přítomen, ale pro začátek Leoneho druhé trilogie, takzvané trilogie Tenkrát na západě, byl pozměněn. Postavy v tomto filmu se také začínají výrazně měnit oproti svým předchůdcům v trilogii Dolary. Nejsou tak vyhraněné a nezvykle pro Leoneho dosavadní postavy se v průběhu příběhu začínají měnit (nebo se o to alespoň pokoušejí). To signalizuje začátek druhé fáze Leoneho stylu, který byl dále rozvinut ve filmech Kapsy plné dynamitu a Tenkrát v Americe.
Film obsahuje dlouhé, pomalé scény s velmi málo dialogy a malým děním, přerušované krátkým a náhlým násilím. Leoneho mnohem více než samotné násilí zajímaly rituály, které mu předcházely. Tón filmu odpovídá vyprahlé polopoušti, v níž se příběh odehrává, a propůjčuje mu pocit realističnosti, který kontrastuje s mistrnou choreografií přestřelek.
Leone s oblibou vyprávěl o pařížském kině, kde film běžel bez přestávky dva roky. Když toto kino navštívil, byl obklopen fanoušky, kteří chtěli jeho autogram, a také promítačem, který nebyl příliš nadšený. Leone tvrdil, že mu promítač řekl: „Zabiju tě! Dva roky pořád dokola ten samý film! A je to tak POMALÉ!“

### Místa natáčení

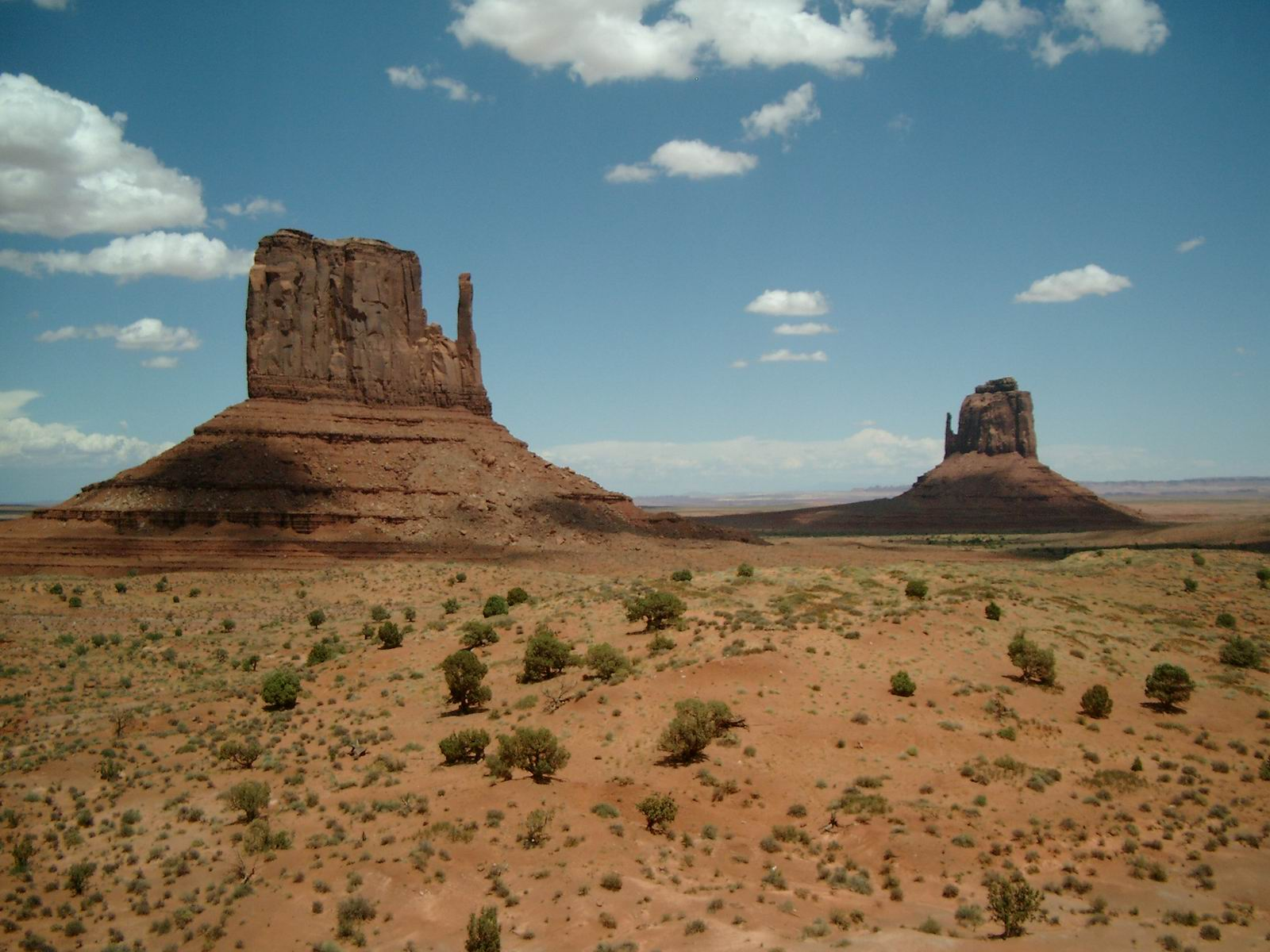
Monument Valley, Utah

Interiéry pro film se natáčely ve studiích Cinecittà, Řím, druhá část natáčení filmu Sergia Leoneho Tenkrát na Západě
Úvodní sekvence se třemi pistolníky, kteří se setkávají s vlakem, byla jednou ze sekvencí natáčených v Španělsku. Natáčení scén na nádraží Cattle Corner Station, jak se místo v příběhu jmenovalo, bylo naplánováno na čtyři dny a natáčelo se na nádraží "duchů" v obci La Calahorra, poblíž Guadix, v provincii Granada, ve Španělsku, stejně jako scény Flagstone. Natáčení scén uprostřed železnice probíhalo podél železniční trati Guadix. Scény na ranči Sweetwater se natáčely v poušti Tabernas ve Španělsku; ranč se dodnes nachází na místě, které se dnes nazývá Western Leone. Cihlový oblouk, v němž se Bronsonova postava vrací do svého mládí a k původnímu incidentu lynčování, byl postaven poblíž malého letiště 15 mil severně od Monument Valley v Utahu a dvě míle od U.S. Route 163 (která spojuje Gouldings Lodge a Mexican Hat). Samotné Monument Valley je hojně využíváno pro trasu, kterou Jill cestuje ke své nové rodině ve Sweetwateru.

### Obsazení
Fonda nepřijal první Leoneho nabídku hrát Franka, a tak ho Leone letěl přesvědčit do New Yorku a řekl mu: "Tohle je můj první film: "Představte si to: kamera ukazuje střelce od pasu dolů, jak vytahuje zbraň a střílí na běžící dítě. Kamera se nakloní k obličeji střelce a... je to Henry Fonda." V té chvíli se najednou objevil na scéně. Po setkání s Leonem zavolal Fonda svému příteli Eli Wallachovi, který  hrál v Leoneho filmu Hodný, zlý a ošklivý. Wallach Fondovi poradil, aby do filmu šel, a řekl mu: "Užiješ si to jako nikdy v životě."
Když Fonda roli přijal, přišel na natáčení s hnědými kontaktními čočkami a vousy. Fonda se domníval, že mít tmavé oči a vousy bude dobře ladit se zlem jeho postavy a také pomůže divákům přijmout tohoto „nového“ Fondu jako padoucha, ale Leone mu okamžitě řekl, aby si čočky a vousy sundal. Leone měl pocit, že Fondovy modré oči nejlépe odrážejí chladnou, ledovou povahu vraha. Byl to jeden z prvních případů, kdy ve filmu Western hrál padoucha hlavní herec.
Po dokončení filmu byl Tenkrát na Západě dabován do několika jazyků, včetně italštiny, francouzštiny, němčiny, španělštiny a angličtiny. Pro anglický dabing byly použity hlasy mnoha amerických herců, včetně Fondy, Bronsona, Robardse, Wynna, Wolffa a Lionela Standera. Zbytek hereckého obsazení však museli dabovat jiní herci – včetně Claudie Cardinalové, kterou dabovala herečka Joyce Gordonová, Gabriele Ferzetti, kterou namluvil manžel Gordonové, Bernard Grant, a Jack Elam.